# Distretto di Boğazlıyan
Il distretto di Boğazlıyan (in turco Boğazlıyan ilçesi) è uno dei distretti della provincia di Yozgat, in Turchia.